# 广西碘泡虫
广西碘泡虫（学名：Myxobolus kwangsiensis）为碘泡科碘泡虫属的动物。在中国，分布于广西等，营寄生生活，寄生在露斯塔野鲮的鳃和肾。